# Orthopagus lunulifer
Orthopagus lunulifer är en insektsart som beskrevs av Philip Reese Uhler 1896. Orthopagus lunulifer ingår i släktet Orthopagus och familjen Dictyopharidae. Inga underarter finns listade i Catalogue of Life.